# لونوتار
لونوتار (بالإنجليزية: Luonnotar)‏ إلهة الخلق في الأساطير الفنلندية ابنة الهواء أو السماء في ملحمة «كاليفالا» التي تقول في افتتاحيتها: وأن لوناتار قضت حياتها وحيدة في فراغ الفضاء الواسع. ثم هبطت من السماء إلى الأرض في 700 سنة. وظلت أنسام الهواء تعبث بصدرها، كما جعلها البحر أشد خصوبة، ثم جاء طائر النورس من الأفق البعيد، وعلى ركبتها بنی عشه وشعرت الفتاة بحرارة تسري في جسدها وكما لو كانت ركبتها تحترق وأن عروقها تذوب، فقد وضع الطائر بيضه على ركبتها التي ارتعشت، فتدحرج البيض فوق الماء وتهشم.
ومن الطبقة الدنيا للبيض خرجت الأرض الجامدة، أما الشذرات العليا للبيض فقد أصبحت السموات العلى. ومن صفار البيض كانت الشمس ومن بياض البيض كان القمر وتحولت الكسر المبعثرة إلى نجوم. والشذرات السوداء إلى سحب. واستمرت لونوتار في عملية الخلق فخلقت البحار، وخلجان البحار والشطآن، وأعماق المحيطات.. إلخ.